# Benoît Albert (rugby à XIII)
Pour les articles homonymes, voir Benoît Albert et Albert.
Ne pas confondre avec Benoît Albert, joueur de rugby à XV
Pas d'image ? Cliquez ici

a Compétitions nationales et continentales officielles uniquement.

Benoît Albert, né le 10 décembre 1978 à Perpignan, est un entraîneur et préparateur physique de rugby à XIII. Formé au rugby à XV dans les traces de son père Georges Albert qui est arbitre de rugby à XV, il fait ses premiers pas d'éducateur au Canet-Saint-Marie XV avant de changer de code et de rejoindre le rugby à XIII. Il est dans un premier temps entraîneur-adjoint à Pia de 2005 à 2009 où il prend part aux titres de Championnat de France en 2006 et 2007, et de la Coupe de France en 2006 et 2007. Nommé entraîneur principal à partir de 2009 à Pia, il ponctue cette période par un nouveau titre de Championnat de France en 2013. Il occupe par la suite le rôle de préparateur physique des Dragons Catalans entre 2014 et 2018 et également d'entraîneur de sa réserve Saint-Estève XIII Catalan depuis 2015, pendant un temps aux côtés de Jérôme Guisset puis de Thomas Bosc, remportant notamment la Coupe de France en 2018 puis le Championnat de France en 2019

## Biographie
Formé au rugby à XV dans les traces de son père Georges Albert qui est arbitre de rugby à XV, il fait ses premiers pas d'éducateur au Canet-Saint-Marie XV avant de changer de code et de rejoindre le rugby à XIII. Il est dans un premier temps entraîneur-adjoint à Pia de 2005 à 2009 où il prend part aux titres de Championnat de France en 2006, 2007, et de la Coupe de France en 2006, 2007. Nommé entraîneur principale à partir de 2009 à Pia, il ponctue cette période par un nouveau titre de Championnat de France en 2013. Il occupe par la suite le rôle de préparateur physique des Dragons Catalans entre 2014 et 2018 et également d'entraîneur de sa réserve Saint-Estève XIII Catalan depuis 2015, pendant un temps aux côtés de Jérôme Guisset puis de Thomas Bosc, remportant notamment la Coupe de France en 2018 puis le Championnat de France en 2019 avec une équipe composée essentiellement de jeunes joueurs. Il rappelle qu'il s'agit du « premier sacre [de cette équipe] depuis la création des Dragons Catalans » et que « ce titre est historique ».

## Palmarès

### Palmarès d'entraîneur
Les titres obtenus entre 2005 et 2009 le sont à titre d'entraîneur-adjoint.
- Collectif :
  - Vainqueur du Championnat de France : 2006, 2007, 2013 (Pia) et 2019 (Saint-Estève XIII Catalan).
  - Vainqueur de la Coupe de France : 2006, 2007 (Pia) et 2018 (Saint-Estève XIII Catalan).
  - Finaliste du Championnat de France : 2008, 2010 et 2012 (Pia).
  - Finaliste de la Coupe de France : 2011 et 2012 (Pia) et 2019 (Saint-Estève XIII Catalan).

- Individuel :
  - Élu entraîneur de l'année dans le Championnat de France : 2018 et 2019 (Saint-Estève XIII Catalan).